# Pasir Putih (Rangkui)
Pasir Putih is een bestuurslaag in het regentschap Pangkal Pinang van de provincie Bangka-Belitung, Indonesië. Pasir Putih telt 4662 inwoners (volkstelling 2010).